# 41488 Sindbad
41488 Sindbad este o planetă minoră (asteroid), cu un diametru de 18,149 km, din centura de asteroizi. A fost descoperită pe 29 august 2000 la Observatorul Reedy Creek de John Broughton⁠(d). 
Obiectul prezintă o orbită caracterizată de o semiaxă mare de 3,9443860466767 UAi, o excentricitate de 0,15, o înclinație de 9,6 ° în raport cu ecliptica.